# Ломбардоре
Ломбардоре (итал. Lombardore) — коммуна в Италии, располагается в регионе Пьемонт, в провинции Турин.
Население составляет 1511 человек (2008 г.), плотность населения составляет 126 чел./км². Занимает площадь 12 км². Почтовый индекс — 10040. Телефонный код — 011.
Покровителем коммуны почитается святой Агапит (Sant’Agapito), празднование в последнее воскресенье августа.

## Демография
Динамика населения:

## Города-побратимы
- Каска, Бразилия

## Администрация коммуны
- Официальный сайт: http://www.comune.lombardore.to.it/